# Le Thoronet
 Le Thoronet  (en occitano Lo Toronet) es una población y comuna francesa, que se encuentra en la región de Provenza-Alpes-Costa Azul, departamento de Var, en el distrito de Draguignan y cantón de Lorgues.

## Demografía
| 523 | 549 | 575 | 819 | 1163 | 1533 |
| Para los censos de 1962 a 1999 la población legal corresponde a la población sin duplicidades (Fuente: INSEE [Consultar]) |     |     |     |      |      |